# Soggiorno di Georg Friedrich Händel a Cannons
Georg Friedrich Händel fu il compositore di casa a Cannons dall'agosto 1717 fino al febbraio 1719. Gli Inni Chandos ed altre importanti opere di Händel furono concepite, scritte o eseguite dapprima a Cannons.
Cannons era una grande casa nel Middlesex, abitazione di James Brydges, I duca di Chandos, che era un mecenate di Händel. Il duca, suonatore di flauto, aveva un'orchestra privata, composta da 24 strumentisti. Johann Christoph Pepusch fu il maestro di musica presso Cannons dal 1716 e vide le dimensioni dell'orchestra in un primo momento espandersi per poi diminuire nel 1720 a seguito delle perdite di Brydges nella Bolla della South Sea Company, un crac finanziario che ebbe luogo nel 1720.

## Händel va a Cannons
Händel si stabilì in Inghilterra nel 1712, ma non sembra aver mantenuto la propria famiglia a Londra fino al 1723. Egli ha attrasse il patrocinio di nobili come Richard Boyle, III conte di Burlington, e lui era di base a Burlington House, prima di diventare compositore residente Cannons dal 1717 al 1718. Si è suggerito che la mossa di Cannons era legata al fatto che nel 1717 vi era stata una ridotta domanda dei suoi servigi nel centro di Londra, a causa del fatto che le produzioni operistiche stavano sperimentando una flessione temporanea. Alla fine del soggiorno di Händel a Cannons, il duca ed i suoi amici lo aiutarono a istituire una nuova compagnia d'opera a Londra, la cosiddetta Accademia Reale di Musica.

## Musica sacra

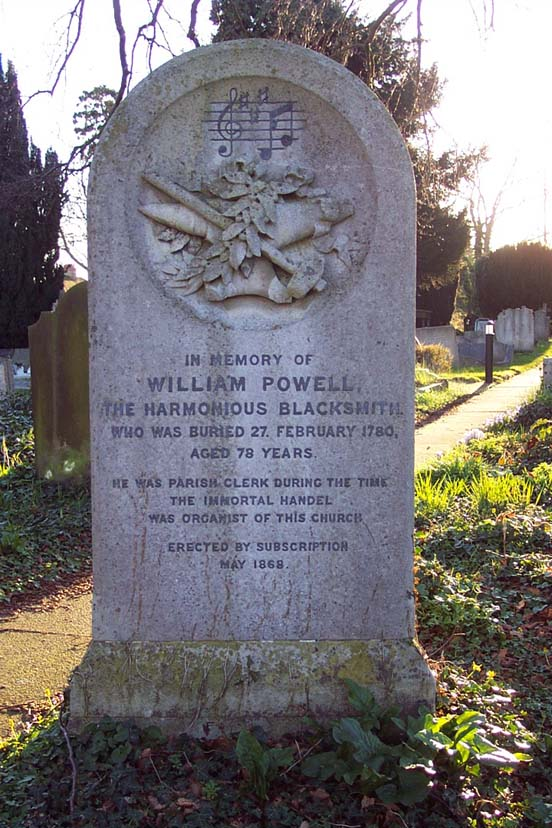
Il collegamento di Händel con Cannons è commemorato in questa pietra sepolcrale di dubbia accuratezza, vedi Il fabbro armonioso

Händel scrisse musica sacra per le esecuzioni a Cannons, il Chandos Te Deum e gli Inni Chandos (Chandos Anthems) (aggiustamenti di testi dai salmi per l'uso nella liturgia anglicana). Mentre Händel era a Cannons, la cappella ducale era ancora in fase di costruzione (fu terminata nel 1720). La musica sacra veniva eseguita presso la chiesa parrocchiale di San Lorenzo, Whitchurch. La chiesa aveva riaperto nel 1716 dopo che il duca aveva ricostruito l'edificio secondo il proprio gusto barocco. San Lorenzo contiene ancora opere d'arte di Louis Laguerre e Bellucci (che ha anche lavorato sullo schema decorativo della casa). All'estremità orientale della chiesa c'è l'organo usato da Händel. Aggiornato nel corso degli anni, è stato restaurato nel 1994 utilizzando le parti superstiti dell'originale dell'unico organo manuale del 1716 come punto di riferimento.

## Inni di Chandos
Gli inni Chandos furono scritti in un momento in cui l'impianto musicale di Cannons era ancora in fase di espansione. L'orchestrazione degli inni varia, con gli archi predominanti, tra cui i primi ed i secondi violini (ma solo occasionalmente le viole), i violoncelli e i contrabbassi. C'è di solito una parte separata per un oboe ed una per l'organo. I fagotti di tanto in tanto si uniscono ai violoncelli e ai contrabbassi.
Il numero di cantanti a disposizione di Händel è sconosciuto. Anche se Daniel Defoe riferisce che il duca aveva un "coro completo" in un periodo un po' successivo, sembra che i contralti mancassero dal coro all'inizio dell'incarico ad Händel a Cannons (vedi As pants the hart per i dettagli sull'orchestrazione di uno dei primi inni).

## Musica drammatica
Esther di Händel (HWV 50 bis), che è ora riconosciuto come il primo oratorio inglese, veniva eseguita dai musicisti di Cannons già nel 1718. Il libretto, basato su una tragedia di Jean Racine, era di John Arbuthnot e Alexander Pope e, secondo Dean, sembra essere stata data in una versione semi-scenica anche se questo non è definitivamente provato in alcun documento noto. Händel utilizzò varie parti della sua Passione di Brockes in Esther.
Un'altra anteprima del maggio 1718 è senza dubbio il masque Aci e Galatea. Il libretto era di John Gay, che aveva collaborato con Pepusch ne L'opera del mendicante del 1728. Secondo la tradizione, Aci e Galatea veniva eseguita in giardino. Opportunamente Cannons, che aveva giochi d'acqua costosi, l'eroe pastorale Aci alla fine si trasforma in una fontana.

## Musica strumentale
Händel pubblicò otto suite per clavicembalo nel 1720. È possibile, anche se non provato, che alcune di esse sono state scritte a Cannons. Datare la musica è difficile perché è stata scritta in un periodo di anni e il compositore era stato felice di lasciarla nel manoscritto fino a che non ebbe sentore di una prossima pubblicazione non autorizzata. Le variazioni Il fabbro armonioso (che concludono la quinta suite, in Mi maggiore) si dice siano state scritte a Cannons.